# Jim Sasser
Jim Sasser (Memphis, Tennessee, 1936. szeptember 30. – Chapel Hill, Észak-Karolina, 2024. szeptember 10.) amerikai politikus, szövetségi szenátor (Tennessee, 1977–1995) nagykövet (Kína, 1996–1996).

## Élete
1977 és 1995 között a szenátus tagja volt Washingtonban Tennessee államból a Demokrata Párt színeiben. 1996. február 14-től 1999. július 1-jéig az Egyesült Államok nagykövete volt Kínában.